# Kwalewia
Kwalewia (Qvalē’wīa), selo Pilalt Indijanaca šire cowichanske skupine Stalo, koje se nalzilo na donjem toku rijeke Chilliwack u kanadskoj provinciji Britanska Kolumbija. Ime je dobilo po velikoj kamenoj stijeni koja se nalazila u neposrednoj blizini u jednom potoku.
Spominje ga antropolog Hill-Tout u Ethnol. Surv. Can., 48, 1902